# Рана Багадур Шах
Рана Багадур (неп. रण बहादुर  25 травня 1775 — 25 квітня 1806) — 3-й король Непалу у 1777—1799 роках.

## Життєпис

### Правління
Походив з династії Шах. Син Пратап Сінґха, короля Непалу, й Раджендралакшмі (донька раджи Мукунди Сени). Народився 1775 року. Після смерті батька 1777 року успадкував владу. З огляду на малий вік нового володаря регентшею стала його мати. Втім їй довелося протистояти стрийкам та іншим родичам короля. У 1785 року владу перебрав Багадур Шах (відомий також як Батур Се). До 1788 року остаточно було приєднано володіння на сході, завдано поразки Тенцзіну Намґ'ялу, чоґ'ялу Сіккіма, внаслідок чого було остаточно підкорено долину річки Арун (сучасний Східний регіон), а Сіккім вимушен був визнати зверхність Рани Багадура.
1788 року регент через неузгодженість питання щодо використання нових мохарів в Тибеті та торгівлі сіллю почав війну проти Далай-лами VIII (відома як тибетсько-непальська війна). Невдовзі непальські війська зайняли тибетські округи Н'янанг, Ронгшар і Кіронг. На бік непальців перейшов Шамар Тулку, один з провідних лам секти Карма Каг'ю. Зрештою 1789 року за посередництва секти Сак'я було укладено Кіронзький договір, за яким Тибет повертав втрачені землі. Натомість зобов'язаний кожен рік виплачувати Непалу данину у розмірі 300 доце (близько 300 злитків срібла).
1791 року почалася нова війна з Тибетом (відома також як цінсько-нпальська). Спочатку війська, відправлені Бахадур Шахом, захопили місто Шигацзе і монастир Ташілунпо, але в 1792 році цінська армія на чолі із Фукананєм змусила непальців відступити. Під час подальших боїв Далай-лама VIII дипломатією намагався не допустити наданню Непалу допомоги з боку британців. Доволі швидко Непал перейшов до оборони, регент став готуватися до оборони долини Катманду. За цим обставин вимушен був укласти політичний і торговельний союз з Британською Осто-Індською компанією, втім та на той час готувалася до протистояння з Державою маратхів. Бойові дії поступово вимотували цінські війська, але складною ситуація залишалася й для Непалу. За цих обставин 2 жовтня Багадур Шах уклав мир з Фукананєм в Бетраваті, за яким Непал визнавав зверхність імперії Цін (суто номінально) — 1 раз на 5 років відправляти данину до Пекіну, Тибет перестав сплачувати данину Непалу, встановлювалися кордони між Тибетом і Непалом (зберігаються до тепер), непалці отримали право торгівлі в імперії.
1794 року скасовано було регентство. Рана Багадур звільнив стрийка Багадур Шаха з усіх посад, а також його прихильників. У середині 1795 року оженився на Кантаваті Джха (з брагманів), пообіцявши зробити Гірвана Юдху Бікрама — їх напівкастового сина (згідно з індуїстським законом того часу) — спадкоємцем, виключивши законного спадкоємця з першою дружиною Радж Раджешварі. В лютому 1797 року наказав ув'язнити Багадур Шаха, а в червні того ж року стратити того. Усе це погіршило ставлення до короля серед знаті та брагманів.
23 березня 1799 року зрікся влади на користь Гірвана Юдху Бікрама, поставивши свою першу дружину за регента. Він приєднався до Кантаваті Джха (вона захворіла на сухоти), зі своєю другою дружиною — Субарнапрабгою, — почавши жити в Деопатані як аскет, одягаючи шафранові мантії та називаючи себе Свамі Ніргунанда.
Зречення Рани Багадура тривало лише кілька місяців. Після смерті Кантаваті, той пережив психічний зрив, під час якого він оскверняв храми та жорстоко карав лікарів і астрологів. Потім спробував відновити свою владу. Це призвело до прямого конфлікту майже з усіма придворними, які присягнули на вірність законному королю Гірвану. Цей конфлікт зрештою призвів до встановлення подвійного уряду та початку війни за владу. Але виявилося, що більшість військових та знаті не підтримують Рану Багадура. У травні 1800 року він втік до міста Варанасі, підконтрольного Британській Ост-Індській компанії.

### У Варанасі
За ним вирушила його перша дружина Раджраджесворі. Колишній король став готуватися для відновлення влади, збираючи навколо себе прихильників. Британці, що вимушені були боротися з маратхами, не могли на той час допомогти вигнанцю. До того ж вони побоювалися, що новий непальський уряд відправить війська на допомогу магараджи Гваліору.
За цих обставин Рана Багадур намагався інтригами спровокувати конфлікт серед придворних свого сина — короля Гірвана Юдху Бікрама. 1802 року дружина рана Багадура — Раджраджесворі — зуміла стати новим регентом Непалу, повернувшись перед тим. За цим було призначено для колишнього короля пенсію в 82 тис. рупій. В ці конфлікти поступово стали втручатися британці.

### Загибель
У січні 1804 року Рана Багадур вирішив повернутися до Непалу. З невеличким загоном він рушив на Катманду, на шляху до якого на його бік перейшли королівські війська, відправлені, щоб захопити того. В столиці поступово перебрав владу на себе (впровадив посаду мухтіяра — першого міністра, що спричинило конфлікт зі зведеним братом Шер Багадуром, який обіймав посаду мул-чаутарія (одного з очільників уряду з 1794 року). Зрештою під час однією з зустрічей у квітні 1806 року останній вбив Рану Багадура. У відповідь прихильники загиблого вбили Шер Багадура, його родину та слуг (загалом 77 чоловіків і 16 жінок).